# Stenocereus gummosus
Stenocereus gummosus  es una  especie de planta fanerógama de la familia Cactaceae. Es endémica de México, donde se encuentra generalizada en la península de Baja California. Sin embargo, no se produce en las elevaciones más altas y en el noreste seco. Otras ocurrencias se encuentran en las islas y en las zonas costeras del desierto de Sonora.

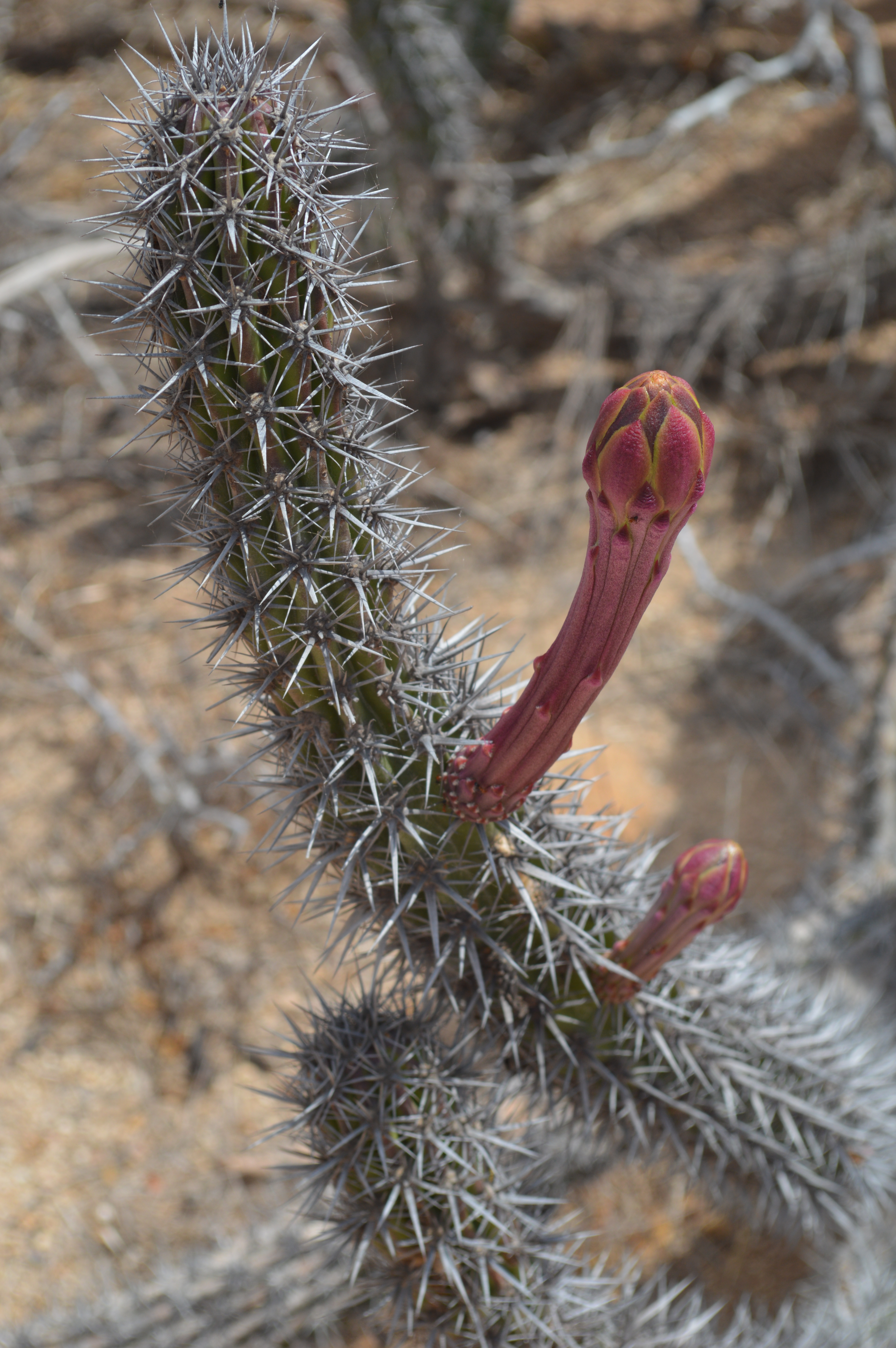
Detalle

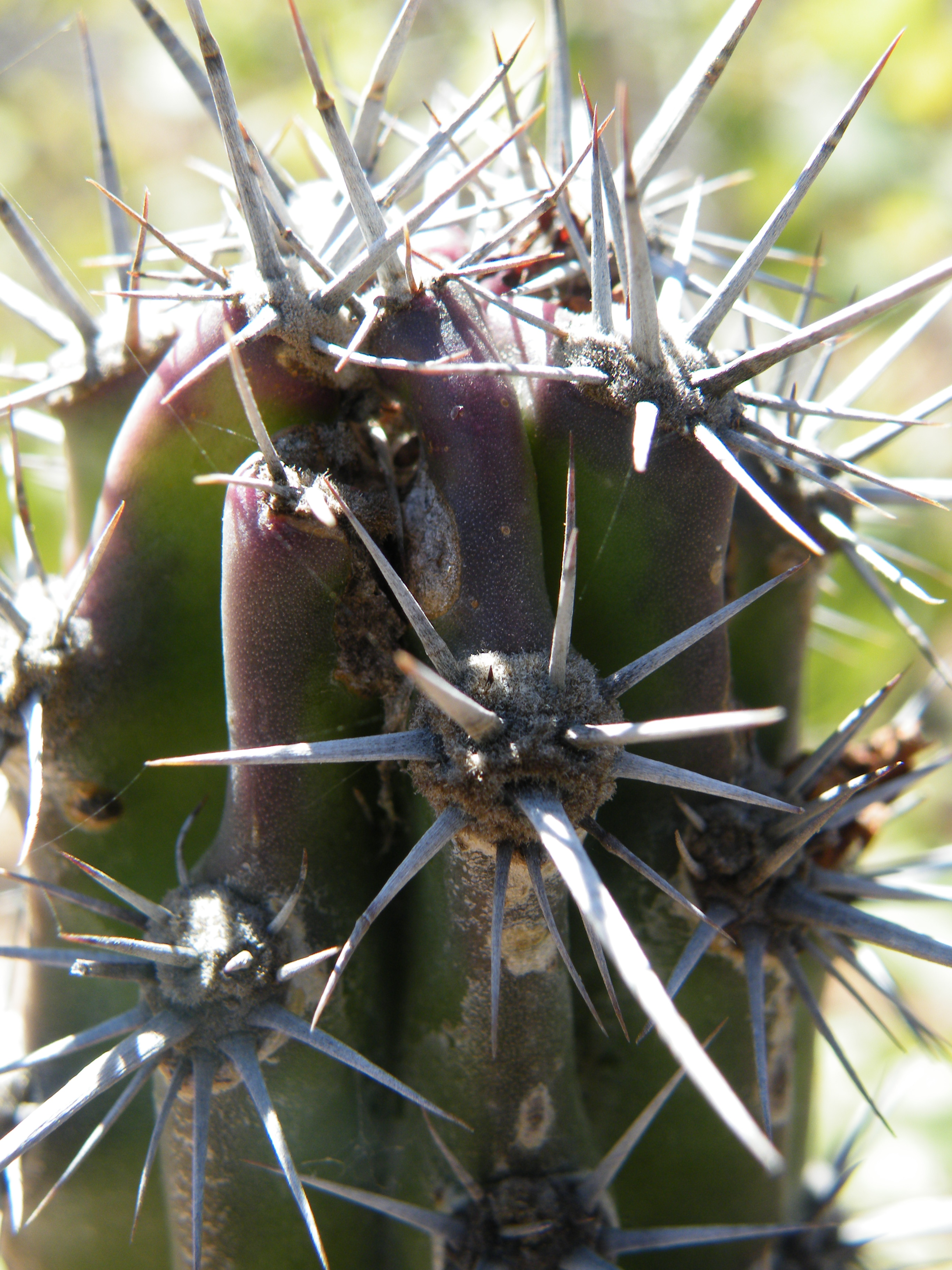
Detalle

## Descripción
Stenocereus gummosus es una planta rampante, arbustiva con pocos tallos ramificados. La planta alcanza una altura de hasta aproximadamente tres metros con tallos largos curvados debido a su peso. 
Stenocereus gummosus crece muy lentamente y es muy durable: una comparación de los materiales fotográficos de 1905 y 1996 no mostró cambios notables en el tamaño de las plantas. El cactus poco tolerante a las heladas.
Las flores de Stenocereus gummosus son de color blanco a rosado o púrpura, de 20 cm de largo con un diámetro de hasta 8 cm, sus frutos son en forma de pequeñas naranjas en color rojo brillante. El período de floración principal es el verano, pero también viene en otras estaciones del año después de la lluvia. Los frutos son dulces y se consideran uno de los mejores para la producción de vinos. Las frutas tienen una larga temporada, pero crecen poco, por lo que cualquier uso comercial no es rentable. El jugo  es tóxico y ha sido utilizado por los indígenas para la pesca. Las semillas de color marrón alcanzan una longitud de 2,5 mm.

## Taxonomía
Stenocereus gummosus fue descrita por (Engelm.) A.Gibson & K.E.Horak y publicado en Annals of the Missouri Botanical Garden 65(4): 1007. 1978[1979].
Etimología
Stenocereus: nombre genérico que deriva de las palabras griegas:
"στενός" (stenos) para "apretado, estrecho" y se refiere a las costillas relativamente estrechos de las plantas y cereus para "cirio, vela".
gummosus: epíteto latíno 
Sinonimia
- Cereus cumengei F.A.C.Weber
- Cereus gummosus Engelm.
- Lemaireocereus cumengei (F.A.C. Weber) Britton & Rose
- Lemaireocereus gummosus (Engelm.) Britton & Rose
- Machaerocereus gummosus (Engelm.) Britton & Rose[3]